# 曽根俊虎
曾根 俊虎（そね としとら、1847年11月13日〈弘化4年10月6日〉 - 1910年〈明治43年〉5月30日）は、幕末期の武士（米沢藩士）、大日本帝国海軍大尉、号は暗雲、中国名は曾嘯雲。幼名は小太郎。近代日本史におけるアジア主義の中の最重要人物とされ、興亜会の創立者としてよく知られている。

## 経歴
米沢藩の儒者・曽根敬一郎の子。曽根家は明治元年まで代々上杉家の家臣（馬廻組）を勤め、戊辰戦争後に父・魯庵を失った後、俊虎は百五十石を賜っている。藩校興譲館で漢学を学び、雲井龍雄の感化を受けた。戊辰戦争で父を失った後、米沢で渡辺洪基に英学を学び、さらに江戸に出て慶應義塾に入り、福澤諭吉・吉田賢輔に洋学を学んだ。1871年（明治4年）1月9日に雲井処刑の責任者・広沢真臣が暗殺された事件で、曽根は雲井のために報復をはかったとの嫌疑により逮捕された。しかし、勝海舟・副島種臣・西郷隆盛らの支援によって釈放され、海軍に入る。
1872年（明治5年）6月、海軍少尉に任ぜられ、日清修好条規の批准書交換等の務をおびた特命全権大使、外務卿副島種臣に従い、判任随員として清国へ渡る。帰国後、海軍省の本省勤務となり、12月に中尉に昇任、1879年（明治12年）7月大尉昇任。海軍では支那での諜報活動に従事し、張滋昉から北京官話を教授される。帰国後、金子弥平や広部精らと中国語教育を開始し、1880年（明治13年）に日本最初のアジア主義団体とされる「興亜会」を創立。志士・浪人の「先達」として名を馳せ、数々の憂国を謳う右翼団体に関与したという。また、日本に亡命してきた孫文の同志・陳少白との関わりから、孫文と宮崎滔天（滔天の兄・八郎と曽根は旧知の関係であった）との出会いを取り持ったことでも知られる。海軍在職中、明治6、7、9、12、13、17年の6回にわたり正式に清国に派遣された折に、孫文を始めとする多くの革命分子と公然に交遊し、樽井藤吉とも結びつきを持ったとされる。
1886年（明治19年）に『法越交兵記』を記し、安南（ベトナム）やアジアに対する政府の無関心な態度を批判し、伊藤博文と対立し1888年（明治21年）に筆禍事件により免官、拘禁の身となったがのちに無罪となる。1891年（明治24年）に病を理由に海軍を退職。非藩閥はおろか、米沢藩の出だったため、軍人としての出世コースからは外れた存在だった。海軍を去った後、俊虎は落胆の晩年を送ったという。海軍から下野したのちは日本の中国通（支那通・清国通）として活躍。西郷従道や井上角五郎らの協力も得て清国の蘇州に渡り、張之洞や李鴻章から厚遇されそのまま清国に滞在。支那服を着て暮らしたという。また、石川伍一など後進の活動家の育成に努める。動脈瘤のため1910年（明治43年）5月30日に病没した。

## 漢詩
- 曽根俊虎「鉄窓漫吟」 国立国会図書館デジタルアーカイブ

## 著書
- 『対支回顧録』
- 『北清紀行』
- 『清国近世乱誌』東京・加藤九郎、1879年11月。
- 『清国各港便覧』海軍軍務局、1882年3月。
- 『清国漫遊誌』東京・績文舎、1883年2月。
- 『法越交兵記』東京・報行社、1886年11月。
- 『日本外戦史』東京・八尾書店、1895年7月。
- 『露清の将来』東京・明石順吉、1896年9月。
- 『俄国暴状誌』東京・楽善堂書房、1904年9月。
- 『東亜各港日本人職業姓名録・世界各国日本人職業一覧』東京府大井村・曽根俊虎、1907年1月。
- 『台湾蕃地探検紀行』（殖民協会報告）
- 『南漂安南記事』